# Libanice
Libanice jsou malá vesnice, část obce Honbice v okrese Chrudim. Nachází se asi jeden kilometr západně od Honbic. Libanice jsou také název katastrálního území o rozloze 2,36 km².

## Historie
První písemná zmínka o vesnici pochází z roku 1407.

## Osobnosti
Ve vesnici se narodil Antonín Profous, český toponomastik, autor díla Místní jména v Čechách. Jejich vznik, původní význam a změny.